# Svitlovodsk
Svitlovodsk (en ukrainien : Світловодськ) ou Svetlovodsk (en russe : Светловодск) est une ville de l'oblast de Kirovohrad, en Ukraine. Sa population s'élevait à 46 613 habitants en 2013.

## Géographie
Svitlovodsk se trouve sur la rive sud du réservoir de Krementchouk sur le Dniepr, à 16 km au nord-ouest de Krementchouk et à 93 km au nord-est de Kropyvnytskyï.

## Administration
Svitlovodsk fait partie de la municipalité de Svitlovodsk (en ukrainien : Світловодська міськрада, Svitlovodska miskrada), qui comprend la ville de Svitlovodsk et la commune urbaine de Vlassivka. Sa population s'élevait à 54 332 habitants en 2013.

## Histoire
Le barrage du réservoir de Krementchouk et sa centrale électrique se trouvent à Svitlovodsk. Lors des travaux de construction du barrage, dans les années 1950, le personnel habitait la cité ouvrière de Svitlovodsk. Après l'achèvement des travaux, Svitlovodsk connut une rapide croissance de sa population en raison des nouvelles usines construites pour utiliser l'électricité de la centrale. Elle reçut le statut de ville en 1961 et porta brièvement le nom de Khrouchtchev en l'honneur du dirigeant soviétique Nikita Khrouchtchev. De 1962 à 1969, elle s'appela Kremhes (en ukrainien) ou Kremgues (en russe), un acronyme formé à partir de « Centrale hydroélectrique de Krementchouk » (en ukrainien : Кременчуцька ГЕС, Krementchoutska HES).

## Population
Recensements (*) ou estimations de la population :
| 1959*  | 1970*  | 1979*  | 1989*  | 2001*  |
| ------ | ------ | ------ | ------ | ------ |
| 13 254 | 34 269 | 47 166 | 55 591 | 50 094 |

| 2009   | 2010   | 2011   | 2012   | 2013   |
| ------ | ------ | ------ | ------ | ------ |
| 47 905 | 47 640 | 47 351 | 47 036 | 46 613 |